# Deffest! and Baddest!
Deffest! and Baddest! é o terceiro álbum solo lançado pela vocalista Wendy O. Williams. Esse álbum também é célebre por ter sido o último que ela gravou. O álbum é um claro registro de sua saída dos gêneros punk rock e heavy metal que a levaram à fama. Nesse álbum, Wendy manteve as canções pesadas, porém deixou os vocais mais voltados para o rap e hip hop.
O álbum foi creditado a "Wendy O. Williams' Ultrafly and the Hometown Girls", mas ainda assim ele é reconhecido como outro álbum solo lançado por ela, pois as "Hometown Girls" (como o próprio nome diz) é uma referência a Katrina Astrin e La Donna Sullivan, as backing vocals da banda de Wendy.
| Críticas profissionais                                                      | Críticas profissionais |
| Avaliações da crítica                                                       | Avaliações da crítica  |
| Fonte                                                                       | Avaliação              |
| --------------------------------------------------------------------------- | ---------------------- |
| All Music Guide                                                             | [ 1 ]                  |
| Esta tabela precisa de ser acompanhada por texto em prosa. Consulte o guia. |                        |

## Faixas[2][3]
1. "Rulers of Rock"
2. "$10,000,000 Winner"
3. "Super Jock Guy"
4. "Early Days"
5. "The Humpty Song"
6. "Know Wa'am Say'n?"
7. "On the Irt"
8. "Lies"
9. "La La Land"
10. "Laffing 'n' Scratching"